# Encentrum arenarium
Encentrum arenarium is een soort in de taxonomische indeling van de raderdieren (Rotifera). 
Het dier behoort tot het geslacht Encentrum en behoort tot de familie Dicranophoridae. De wetenschappelijke naam van de soort werd voor het eerst geldig gepubliceerd in 1957 door Althaus.